# ミズカキチドリ
ミズカキチドリ (Charadrius semipalmatus) は、チドリ目チドリ科の小形の鳥類である。
「ミズカキ」 (Semipalmated) の名は、足の一部に蹼（みずかき）があることにより名づけられた。

## 形態
全長18cm (17-19cm)、翼開長は約48cm (43-52cm)、体重45g (28-69g)。成鳥は、背と翼が灰褐色、腹は白色、白い胸の襟首に1本の黒帯がある。頭は褐色で、前額は白色、目の周りは黒く、嘴は橙色と黒色で短い。
フタオビチドリ (Charadrius vociferus) に似るが、かなり小さく、黒帯は1本だけである。

## 分布
カナダ北部やアラスカで繁殖し、冬には沿岸地域をアメリカからパタゴニアまで渡る。
西ヨーロッパでは非常にまれな迷鳥であるが、以前は亜種と考えられていたユーラシア産のよく似たハジロコチドリとの識別が困難なことから、本来の分布状態が明らかになっていないとも考えられる。

## 生態

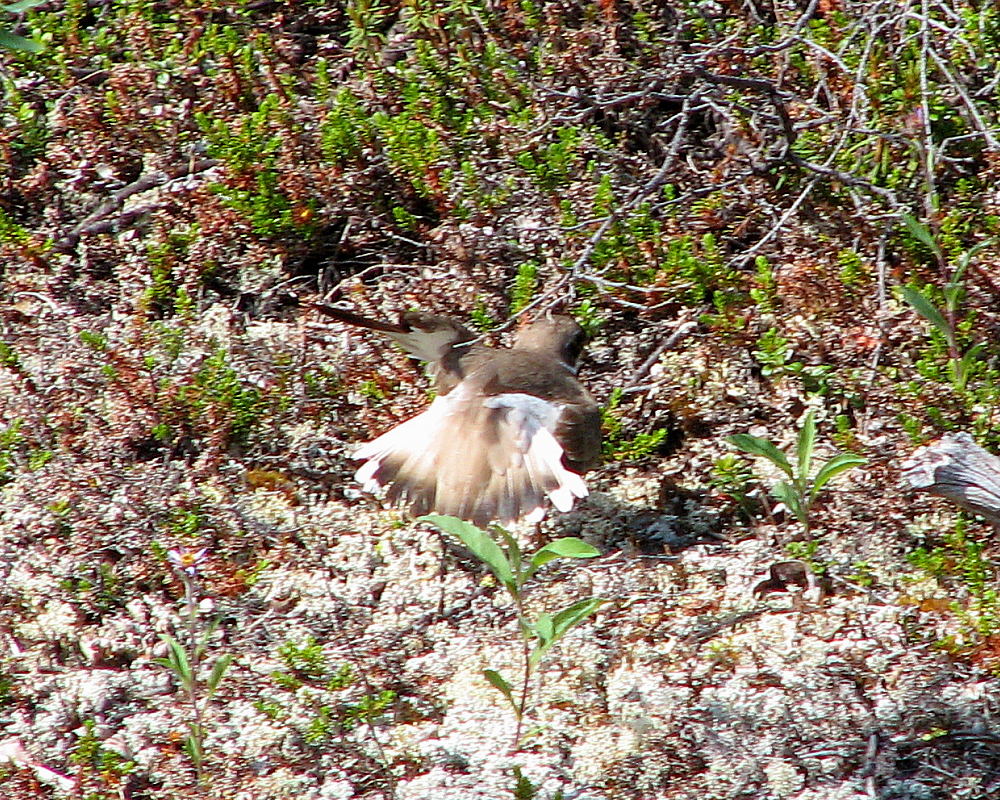
「翼が折れた」ようなディスプレイ

通常、海岸、干潟や野辺で餌を探し回り、虫、甲殻類、蠕虫を食べる。
繁殖場所は、海辺か低地の広々とした土地で、植物がほとんど、もしくはまったく生えていない開けた場所の地面を巣とする。
巣が地面にあることから、自ら囮となって侵入者を巣から引き離すために「翼が折れた」ように振舞う偽傷行動をとる習性を持つ。